# Вдребезги (фильм, 1991)
«Вдребезги» (англ. Shattered) — художественный фильм 1991 года, снятый в жанре нуар-триллера немецким режиссёром Вольфгангом Петерсеном. В главных ролях — Том Беренджер, Боб Хоскинс и Грета Скакки.

## Сюжет
Архитектор Дэн Меррик и его жена Джудит попадают ночью в жуткую автокатастрофу на горной дороге на побережье Северной Калифорнии. Джудит отделывается лишь лёгкими травмами, в то время как Дэн, кроме полученных травм и изуродованного лица, получает полную потерю памяти. Дэн проходит курс реабилитации, ему делают несколько пластических операций, благодаря которым ему удаётся восстановить лицо до почти прежнего состояния, и он постепенно возвращается к нормальной жизни. Но его постоянно мучают воспоминания, как вспышки, то и дело озаряющие его мозг. В основном они касаются Джудит —  Дэн не помнит их прежних отношений, и его совместная жизнь с Джудит теперь полна любви и нежности. Но Дэн понимает, что должен вспомнить что-то очень важное, что-то, что все окружающие, как он догадывается, стараются от него скрыть.
Однажды Дэн находит дома фотоплёнку, на которой запечатлено, как Джудит занимается любовью с незнакомым мужчиной. От их общих знакомых Джеба и Дженни Скоттов он узнаёт, что до аварии его отношения с Джудит были очень сложными: он плохо с ней обращался, и Джудит, по их мнению, завела любовника — Джека Стентона, тоже архитектора, с которым Дэн и Джудит познакомились, когда отдыхали на курорте в Кабо-Сан-Лукас. Скотты также советуют Дэну обратить внимание на то, что Джудит почти не пострадала в аварии. Дэн находит дорогой счёт за услуги в зоомагазине и связывается с его владельцем, Гасом Кляйном. При встрече Гас рассказывает, что подрабатывает как частный детектив, и Дэн до аварии нанял его следить за Джудит, потому что уже тогда подозревал её в связи с Джеком. Гас сделал все те фото на плёнке, а Дэн не успел оплатить его услуги, но вскоре после аварии сама Джудит пришла к Гасу и всё оплатила. Гас прямо говорит Дэну, что подозревает Джека и Джудит в том, что они подстроили аварию, и что они могут попытаться сделать это вторично.
Но через несколько дней Гас приходит к Дэну и говорит, что узнал ещё кое-что: во-первых, в ночь аварии Джудит выписали из больницы спустя всего несколько часов после поступления; во-вторых, хирург, который оперировал Дэна, сообщил Гасу, что его травмы явно свидетельствовали о том, что не он сидел за рулём машины; в-третьих, Гас обнаружил, что, опять же, спустя несколько часов после аварии Джек Стентон пришёл в рабочий кабинет Дэна и послал с его личного факса письмо своему начальству, в котором сообщил, что принял решение согласиться на работу в Японии, но данные миграционной службы показывают, что Джек вообще не выезжал из страны, а его начальство не может до сих пор с ним связаться. Дэн случайно слышит, как прислуга сообщает Джудит, что ей звонил Джек и это приводит Джудит в сильное волнение. Она уезжает из дома и Джек следит за ней. Джудит приезжает к старому затонувшему кораблю, который компания Дэна должна в ближайшее время затопить, так как он находится на территории, на которой компания построит торговый комплекс. Следя за ней Дэн видит, как та заходит в отсек с химикатами. Предполагая, что корабль является ключом к воспоминаниям о его прошлом, Дэн откладывает его затопление.
Работая с Гасом, чтобы следить за своей женой с помощью прослушки, Дэн узнаёт, что Джек послал ей телеграмму с просьбой встретиться. Затем с Дэном связывается Дженни, которая говорит, что Джудит недавно допытывалась у неё относительно того, знает ли Дженни, где Джек: Дженни кажется, что Джудит явно задумала что-то нехорошее в отношении Дэна. Ещё через какое-то время Дэн и Гас через прослушку узнают, что Джудит надиктовала Джеку ответную телеграмму, в которой назначила встречу в отеле «Асиенда» (ранее Дэн узнаёт, что Джек и Джудит проводили там свои свидания). Однако в день встречи человек, которого они считают Джеком, неожиданно быстро уезжает из отеля. Он заманивает Гаса и Дэна в лесистую местность, где ловко уходит от погони, предварительно открыв по ним огонь. Той же ночью Дэн сидит дома один и видит, как подъезжает машина Джека. Дэн прячется в спальне и, когда Джек входит, направляет на него пистолет. Но тут Джек показывает, что он замаскировавшаяся Джудит, которая сообщает правду: Джек Стентон мёртв. Дэн убил его в ночь аварии (он сильно повздорил с Джудит и та позвонила Джеку, чтобы тот защитил её, а когда тот пришёл, то Дэн убил его). После чего они отволокли тело Джека на корабль, где спрятали его в баке с химикатами в надежде, что оно скоро растворится, но, возвращаясь домой, попали в ту злополучную аварию. Узнав, что у Дэна амнезия, и, дабы замести следы и не дать Дэну вспомнить содеянное, Джудит быстро выписалась из больницы и отправила с факса Дэна письмо от имени Джека, чтобы создать иллюзию, что он жив. 
Затем Джудит рассказывает, что она знала о прослушке и поэтому организовала спектакль с погоней, чтобы Дэн всё также думал, что Джек жив. Но вот недавняя телеграмма является подлинной, а значит кто-то знает правду. Узнав, что Дэн отложил потопление корабля, Джудит говорит мужу, что им надо бежать из страны. Дэну звонит Дженни и просит срочно приехать, угрожая в противном случае заявить в полицию. Но когда Дэн приезжает к Скоттам, то он находит Дженни убитой. Тут же появляется Гас, который говорит, что догадался об убийстве Джека и хочет сдать Дэна полиции, но Дэн уговаривает его подождать, пока он окончательно не вспомнит события той ночи. Они приезжают к кораблю и обнаруживают, что тело Джека не растворилось, так как он оказался в растворе формальдегида и поэтому оно прекрасно сохранилось. Дэн всё же решает достать тело Джека, но когда он и Гас видят его лицо, то с ужасом обнаруживают, что Джек почти идентичная копия Дэна. 
Только тут Дэн наконец вспоминают всю шокирующую правду: он не Дэн Меррик, а Джек Стентон. Он вспоминает, что в тот вечер Джудит позвонила ему с криком о помощи — Дэн напился и полез на Джудит с кулаками за её роман с Джеком. Когда Джек приезжает к ним, то он видит, как Джудит, в целях самообороны, направляет на Дэна пистолет и дважды выстреливает в него, убивая. Поскольку перед этим Джек был на вечеринке и тоже не совсем трезв, а также из-за шока, он впадает в состояние отрицания и поэтому покорно помогает Джудит отвести труп Дэна на корабль. Но на обратном пути он приходит в себя и решает всё рассказать полиции, но Джудит хочет, чтобы он бежал с ней в Мексику. Джек отказывается и говорит, что порывает с ней. В пылу ссоры сидящая за рулём Джудит теряет управление и машина вылетает в кювет (Джудит успевает выпрыгнуть из машины в начале падения). Узнав в больнице, что у Джека амнезия и его лицо изуродовано, Джудит ловко удаётся выдать того за Дэна (у Джека при себе не было документов) вплоть до того, что лицо ему восстанавливают на основе фотографий Дэна. 
Тут появляется Джудит, стреляет в Гаса и он падает в воду. Джудит заставляет Джека сесть с ней в машину и они на бешеной скорости несутся по тому же участку дороги, что и в ночь аварии. Джудит раскрывает, что это она убила Дженни, потому что та сумела догадаться, что перед ней не Дэн (ранее в фильме Дженни рассказывает «Дэну», что у них было некое подобие романа). Через какое-то время их начинает преследовать полицейский вертолёт. Джек требует остановить машину, но Джудит отказывается. В какой-то момент ему удаётся отобрать у неё пистолет и тогда Джудит решает убить их и направляет машину к обрыву, но Джеку в последний момент удаётся выскочить наружу, а машина с Джудит взрывается. Полицейский вертолет приземляется и из него выпрыгивает раненный, но живой Гас. Один из полицейских обращается к Джеку «Дэн», но Гас не поправляет его, и Джек понимает, что после открывшейся правды Гас решил сохранить секрет Джека в тайне.

## В ролях
| Актёр               | Роль          |
| ------------------- | ------------- |
| Том Беренджер       | Дэн Меррик    |
| Грета Скакки        | Джудит Меррик |
| Боб Хоскинс         | Гус Клейн     |
| Джоанн Уолли-Килмер | Дженни Скотт  |
| Корбин Бернсен      | Джеб Скотт    |
| Скотт Гетлин        | Джек Стэнтон  |
| Джуди Мэддисон      | Мэри Уилсон   |

Пластический хирург Джордж Херберт Семел (George Herbert Semel), выступивший в качестве консультанта на съёмках фильма, также сыграл одну из ролей — роль пластического хирурга.